# Oneirodes posti
Oneirodes posti es una especie de pez del género Oneirodes, familia Oneirodidae, orden Lophiiformes. Fue descrita científicamente por Bertelsen & Grobecker en 1980.
Especie inofensiva para el ser humano. Puede alcanzar los 1800 metros de profundidad.

## Descripción
Su longitud estándar es de 13,5 centímetros.

## Distribución
Se distribuye por el Atlántico norte.